# Carl Moeser
Carl Moeser, född 24 januari 1774 i Berlin, död där 27 januari 1851, var en tysk violinvirtuos.
Moeser uppträdde redan som tioåring offentligt som violinist och blev 1792 kammarmusiker i hovkapellet i Berlin. Ett dristigt kärleksäventyr med en dam av högre stånd medförde hans förvisning, han reste över Braunschweig till Hamburg, där han träffade Pierre Rode och Giovanni Battista Viotti. Han hade stor framgång, bland annat 1797 i Köpenhamn och därefter i Stockholm, men försummade på grund av ett nytt kärleksäventyr med en italienska, som han träffade där, ett engagemang från London. 
Efter Fredrik Vilhelm II:s död återfick Moeser sin plats i Berlin, men reste 1806 till Warszawa och Sankt Petersburg och återvände först 1812, blev konsertmästare, öppnade kvartettsoaréer, som blev berömda och 1816 utvidgades till symfoniuppföranden. Vid sitt 50-årjubileum 1842 pensionerades han som kunglig kapellmästare. Han utgav ett tiotal verk, bland annat solostycken för violin, fantasier och polonäser, vilka dock saknar betydelse. Han invaldes 1798 som ledamot av Kungliga Musikaliska Akademien i Stockholm.